# Eurocoelotes gasperinii
Eurocoelotes gasperinii är en spindelart som först beskrevs av Simon 1891.  Eurocoelotes gasperinii ingår i släktet Eurocoelotes och familjen mörkerspindlar.
Artens utbredningsområde är Kroatien. Inga underarter finns listade i Catalogue of Life.